# M (canção)
M é o 19º single da cantora Ayumi Hamasaki, lançado dia 13 de dezembro de 2000, o single também foi lançado em alguns países europeus em formato de single promocional, o single também foi mais tarde lançado em uma versão DVD contendo o vídeo clipe da música. "M" um maior controle de Ayumi sobre seu trabalho, sendo a primeira canção que ela compôs sob o seu pseudônimo de compositora  "CREA". O significado de "M" vem do nome Maria, ao qual se faz referência A Virgem Maria, ou também, eventualmente sobre Maria Madalena, mais não se sabe ao certo pois Ayumi não é cristã (pois o cristianismo não é uma religião "popular" no Japão), sendo que Ayumi declarou que a canção foi inspirada em uma história contada a ela por um amigo sobre uma santa chamada Maria.
O single foi um sucesso comercial, estreou em 1º lugar na Oricon, vendendo mais de 500.000 cópias em sua primeira semana. Além disso, o single vendeu mais de 1 milhão cópias e foi certificado Million pela RIAJ, sendo o segundo single mais vendido de 2001. "M" também ganhou o premio de "Canção do Ano" no Japan Gold Disc Award.

## Antecedentes e temas
Logo após o lançamento do álbum Duty , Ayumi começou a escrever "M". Antes disso, a equipe de Ayumi tinha composto as melodias do single, Ayumi apenas escreveu a letra. No entanto, Aamasaki sentia que nenhuma das melodias compostas tinha sua visão pessoal da música. Consequentemente, ela decidiu compor a melodia. Ela começou a trabalhar em um teclado eletrônico, mas como tinha pouca experiência no instrumento, Ayumi recorreu a cantar a melodia em um gravador de voz.
Ao longo da música a identidade de "Maria" referida não é bem definida, no entanto, Ayumi declarou que a canção foi inspirada em uma história contada a ela por um amigo sobre uma santa chamada Maria. A história foi fundamental na definição do tema da canção, que de acordo com Ayumi, é sobre uma "mulher que não vai mudar com o tempo".

## Faixas
| N.º            | Título                                | Duração |  |
| 1.             | "M (Original Mix)"                    | 4:30    |  |
| 2.             | "M (Dub's Hard Pop Remix)"            | 7:29    |  |
| 3.             | "Seasons (Yuta's Weather Report Mix)" | 5:52    |  |
| 4.             | "M (nicely nice winter parade remix)" | 4:38    |  |
| 5.             | "Far Away (Laugh & Peace mix)"        | 3:44    |  |
| 6.             | "M (Rewired Mix)"                     | 5:59    |  |
| 7.             | "M (Smokers Mix)"                     | 4:43    |  |
| 8.             | "M (Rank-M Mix)"                      | 7:48    |  |
| 9.             | "M (Neurotic Eye's Mix)"              | 4:59    |  |
| 10.            | "M (Original Mix -Instrumental-)"     | 4:27    |  |
| Duração total: | Duração total:                        | 54:09   |  |

## Oricon & Vendas
| Parada                           | Posição | Total de Vendas | Semanas |
| -------------------------------- | ------- | --------------- | ------- |
| Oricon Parada Diária de Singles  | 1       | 1,319,070       | 18      |
| Oricon Parada Semanal de Singles | 1       | 1,319,070       | 18      |
| Oricon Parada Mensal de Singles  | 1       | 1,319,070       | 18      |
| Oricon Parada Anual de Singles   | 2       | 1,319,070       | 18      |